# Jaegerinopsis brasiliensis
Jaegerinopsis brasiliensis là một loài rêu trong họ Pterobryaceae. Loài này được Broth. mô tả khoa học đầu tiên năm 1906.